# 核スピン共鳴プローブ顕微鏡
核スピン共鳴プローブ顕微鏡は走査型プローブ顕微鏡の一種。

## 概要
走査型プローブ顕微鏡の一種で試料の核スピンの分布を可視化することが可能。核スピンを可視化する目的の類似の原理のMRマイクロスコピーでは分解能が低く、局所的な領域の観察には適さなかった。半導体など量子構造内部の核スピンの共鳴信号をミクロスコピックにとらえることが可能。

## 用途
- 半導体の開発
- 物性の研究、調査